# 荒尾成昭
荒尾 成昭（あらお なりあき）は、江戸時代中期の鳥取藩家老。米子荒尾家5代。

## 経歴
正徳5年（1715年）、鳥取藩家老荒尾成倫の長男として生まれる。享保14年（1729年）2月、藩主池田吉泰に初めて御目見する。享保19年（1734年）7月に成倫が死去し、9月に家督相続が認められ米子領主となる。
享保20年（1735年）10月、桜町天皇即位式の祝賀使を務める。元文元年（1736年）、成昭が病に臥して目の届かないのを良いことに、家臣の湯浅清六、湯浅九左衛門が家政をほしいままに取り計らって家中対立が生じ、双方に暇を出す事態となる。延享2年（1745年）3月、御職家老（執政家老）となり、河内を大和と改名する。
延享4年（1747年）8月21日、病床にあった藩主宗泰が死去し、9月5日、幼い継嗣勝五郎（重寛）の藩主相続のため江戸に出府するも、途中で病を発する。幕府より勝五郎の相続が認められ、10月12日に老中より池田家家老として呼び出しを受けるも、病床のため、同じく家老の荒尾斯就のみ出席して申し渡しを受けた。同年11月4日、江戸藩邸で死去、享年33。家督は養子の成昌（分家荒尾成庸の子）が相続した。
成昭の死去により後任が置かれず、荒尾斯就1人が幼主勝五郎を擁して専横を極め、宝暦4年（1754年）、勝五郎の母桂香院に家老職を罷免されて失脚することになる。